# Ponerorchis
Die Pflanzengattung Ponerorchis gehört zu der Familie der Orchideen (Orchidaceae). Sie enthält je nach Autor wenige bis zu 52 Arten, die in Eurasien verbreitet sind.

## Beschreibung

### Vegetative Merkmale
Ponerorchis-Arten wachsen als ausdauernde krautige Pflanzen.

### Generative Merkmale
Die Blüten sind zygomorph und dreizählig.

## Systematik
Die Gattung Ponerorchis wurde 1852 von Heinrich Gustav Reichenbach für die Art Ponerorchis graminifolia in Linnaea; Ein Journal für die Botanik in ihrem ganzen Umfange Band 25, Teil 2, Seite 227 aufgestellt. Zwischen 1997 und 2003 zeigten phylogenetische Studien, dass Ponerorchis in der damaligen Definition nicht monophyletisch war. Eine detailliertere Studie von 2014 ergab eine starke Verwandtschaft zwischen Ponerorchis, Amitostigma und Neottianthe, und alle wurden in die Gattung Ponerorchis zusammengefasst.
Bis dahin wurde Ponerorchis von den beiden anderen Gattungen dadurch unterschieden, dass ihr Pollinium eine Tasche enthält. Dies wurde dann aber auch bei einigen Arten, die bislang zu Amitostigma gezählt wurden, gefunden, während es bei einigen Ponerorchis-Arten kaum zu finden war. Dieses Unterscheidungskriterium ist somit hinfällig; es tritt innerhalb Orchideae viermal unabhängig voneinander auf.